# Raccordo autostradale 5
Der Raccordo autostradale 5 (italienisch für ‚Autobahnzubringer 5‘), auch Raccordo Sicignano-Potenza genannt, ist ein Autobahnzubringer im Süden Italiens, der die Regionshauptstadt Potenza mit dem italienischen Autobahnnetz und der A2  verbindet. Verwaltet wird er von der ANAS.
Das  Decreto Legislativo 29 ottobre 1999, n. 461 hat den RA 5 nicht in das Autobahnnetz Italiens aufgenommen, sondern ihn als Straße von nationalem Interesse eingestuft.
2001 stufte ein weiteres Dekret (Decreto del Presidente del Consiglio dei Ministri del 21 settembre 2001) den Autobahnzubringer als RA 5 ein. Die Bezeichnung RA5 wird an den Hinweistafeln der Brücken angezeigt.
Der Autobahnzubringer ist vierspurig (zwei Fahrstreifen je Richtung) ausgebaut, ohne Standstreifen.

## Verlauf
Bei Sicignano degli Alburni zweigt der Autobahnzubringer von der italienischen Autobahn A2 ab. Er verläuft ostwärts vorbei an Buccino und Vietri di Potenza. Hier verlässt er die Region Kampanien und erreicht Basilicata.
Bei der Regionshauptstadt Potenza bildet der RA 5 die tangenziale di Potenza, die Stadtumfahrung des Ortes.
Hinter Potenza geht er in die SS 407 Basentana über, die als vierspurig ausgebaute Staatsstraße bis an die Küste des Ionischen Meeres verläuft.
Die Strecke ist Bestandteil der Europastraße 847.
Der RA 5 ist, wie die meisten Autobahnzubringer in Italien, mautfrei.